# الجذمور (فلسفة)

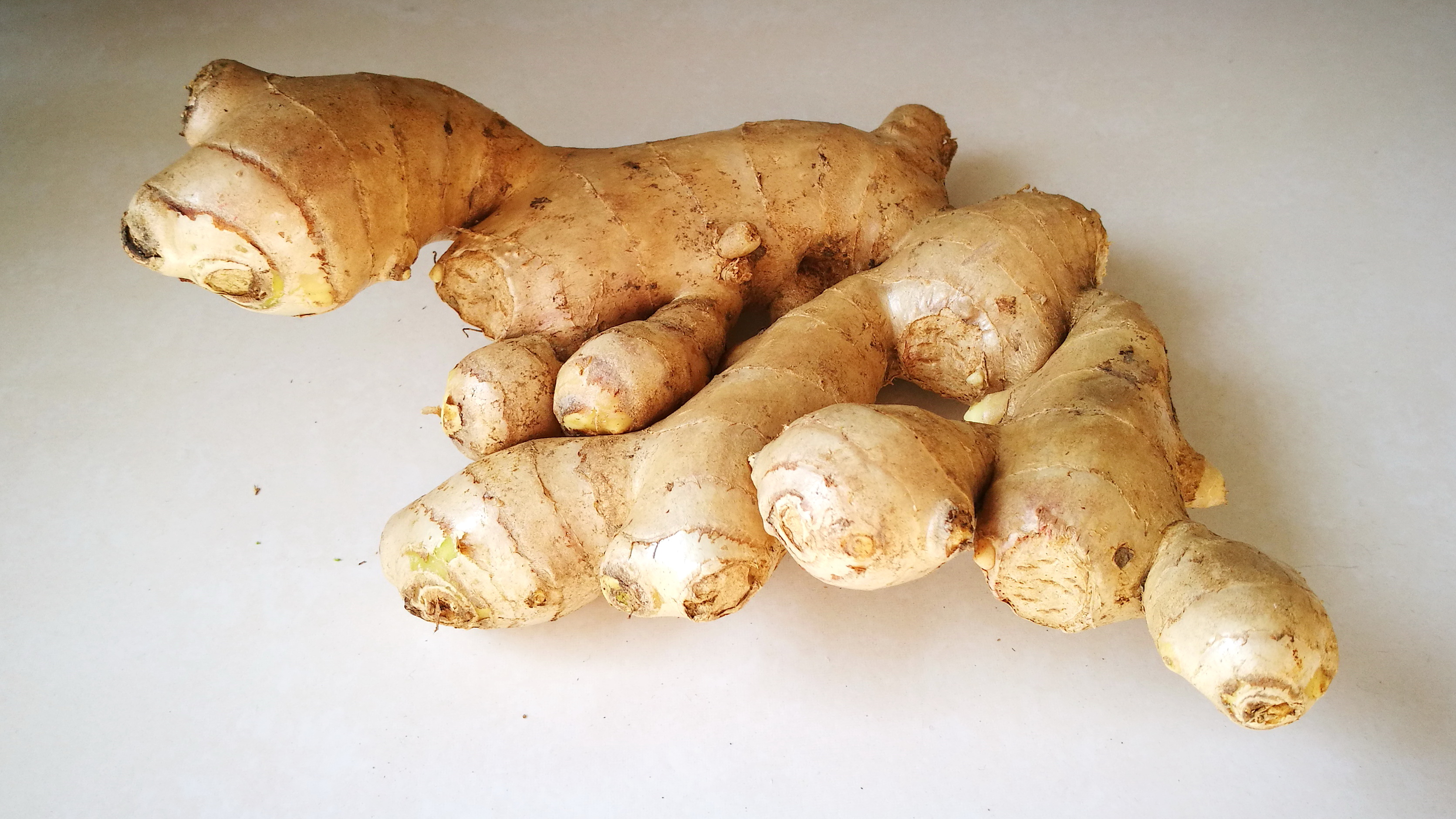
يستعمل الجذمور كوسيلة سهله لأكثار النباتات الخضريا

دولوز. لاستخدامها في علم النبات وعلم الشجرة، شاهد الجذمور.
الجذمور هو مفهوم فلسفي طوره جيل دولوز وفيليكس غوتاري في مشروعهما للرأسمالية والفصام (1972-1980). هذا ما يطلق عليه ديلوز«صورة للفكر»، استنادًا إلى جذمور نباتي, الذي يدرك التعددية.
كنمط من المعرفة ونموذج للمجتمع:
يستخدم كل من دولوز وغوتاري مصطلحي «جذمور» و «الجذري» لوصف النظرية والبحث الذي يسمح بنقاط دخول وخروج متعددة غير هرمية في تمثيل البيانات  وتفسيرها، في الف هضبة , يعارضونها لمفهوم شجري (هرمي، يشبه الشجرة) للمعرفة، الذي يعمل مع فئات ثنائية والخيارات المزدوجة. يعمل جذمور مع اتصالات مستوية وعبر الأنواع، بينما يعمل النموذج الشجري مع الاتصالات الرأسية والخطية. إن استخدامهم لـ «السحلب والزنبور» مأخوذ من المفهوم البيولوجي للتبادل ، حيث يتفاعل نوعان مختلفان معًا لتكوين تعدد (أي وحدة متعددة في حد ذاتها). كما أن التهجين أو نقل الجينات الأفقي ستكون تفسيرات جيدة.
"كنموذج للثقافة، يقاوم جذمور الهيكل التنظيمي لنظام جذر الشجرة الذي يرسم السببية على طول الخطوط الزمنية ويبحث عن المصدر الأصلي "للأشياء" ويتطلع نحو ذروة أو اختتام تلك الأشياء. من ناحية أخرى، تتميز الجذور "بعلاقات ثابتة بلا توقف بين سلاسل السيميائية، ومنظمات القوة، والظروف المتعلقة بالفنون والعلوم والنضال الاجتماعي".بدلاً من سرد التاريخ والثقافة يقدم جذمور التاريخ والثقافة كخريطة أو مجموعة واسعة من عوامل الجذب والتأثيرات بدون أصل أو نشأة محددة، لأن "الجذور" ليس لها بداية أو نهاية؛ إنه دائمًا في الوسط، بين الأشياء، اللحن الفاصل، نقطة البداية.حركة مستوية من جذمور يقاوم التسلسل الزمني والتنظيم، بدلا من ذلك يفضل نظام الرحل للنمو والانتشار.
"في هذا النموذج، تنتشر الثقافة مثل سطح جسم مائي، تنتشر في اتجاه المساحات المتاحة أو تتجه لأسفل نحو مسافات جديدة عبر الشقوق والثغرات، مما يؤدي إلى تآكل ما في طريقها. يمكن مقاطعة السطح ونقله ولكن هذه الاضطرابات لا تترك أي أثر، حيث يتم شحن المياه بالضغط وإمكانية السعي دائمًا لتحقيق التوازن، وبالتالي إنشاء مساحة ناعمة.

## مبادئ
يقدم ديلوز وغوتاري ألف هضبة من خلال تحديد مفهوم الجذمور (مقتبس من ألف هضبة)
1 و2 مبادئ الاتصال وعدم التجانس: «يمكن ربط أي نقطة من جذمور بأي نقطة أخرى، ويجب أن تكون».
3. مبدأ التعددية: فقط عندما يتم التعامل مع المضاعف بشكل فعال على أنه «تعدد» موضوعي، فإنه يتوقف عن أن يكون له أي علاقة بالواحد.
4. مبدأ تجزئة التمزق: قد يتم كسر جذمور، لكنه سيبدأ من جديد على أحد الخطوط القديمة، أو على خطوط جديدة.
5 و 6. مبدأ رسم الخرائط ونقل اللصائق : جذمور ليست قابلة لأي نموذج هيكلي أو توليدي. إنها «خريطة وليست تتبعًا».